# 本田済
本田 済（本田 濟、ほんだ わたる、1920年1月7日 - 2009年9月21日）は、中国哲学者。

## 経歴
三重県生まれ、京都府宇治市出身。1942年京都帝国大学文学部哲学科卒。1964年「易経の思想史的研究」で京都大学文学博士。1949年高槻高等学校教諭、1952年大阪市立大学文学部助教授、1965年教授、1980年定年退官、名誉教授、梅花女子大学教授、1983年学長。号は鬳斎（けんさい）。

## 著書
- 『易学 成立と展開』平楽寺書店「サーラ叢書」 1960、新版1981ほか。講談社学術文庫 2021
- 『人類の知的遺産 6 墨子』講談社 1978
- 『東洋思想研究』創文社〈東洋学叢書〉1987
  - 講談社「創文社オンデマンド叢書」2022 - 電子書籍およびオンデマンド出版
- 『鑑賞中国の古典 24 近世散文選』角川書店 1988
- 『鬳斎注 老子講義録』（上下）読老会編 致知出版社 1995
- 『易經講座』（上下）斯文会 2006-2007

### 共著編
- 『中国文明選 10 近世散文集』都留春雄共著 朝日新聞社 1971
- 『中国哲学を学ぶ人のために』編 世界思想社 1975、のち新版

### 訳注
- 『世界古典文学全集 19　韓非子 ほか』筑摩書房 1965、度々復刊
  - 『韓非子』筑摩叢書 1969 復刊1985。ちくま学芸文庫（上下）1996。訳文のみ
  - 『韓非子 全現代語訳』講談社学術文庫 2022
- 『新訂中国古典選 1 易』朝日新聞社 1966、朝日文庫・中国古典選（上下） 1978、朝日選書・中国古典選 1997
- 『世界の大思想 孔子 ほか』河出書房新社 1968、ワイド版2005。「論語」松代尚江共訳
- 『中国古典文学大系 13　漢書・後漢書・三国志列伝選』編訳、平凡社 1968、復刊1994。普及版1973
- 『中国古典文学大系 8　抱朴子 ほか[3]』平凡社 1969、復刊1994。普及版1974
  - 葛洪『抱朴子』（全3巻） 平凡社東洋文庫 1990、ワイド版2009

## 論文
- CiiNii>本田済